# 21578 Davidgillette
21578 Davidgillette este o planetă minoră (asteroid), cu un diametru de 17,247 km, din centura de asteroizi. A fost descoperită pe 24 septembrie 1998 la Catalina Station⁠(d) de Catalina Sky Survey. 
Obiectul prezintă o orbită caracterizată de o semiaxă mare de 2,651101 UAi, o excentricitate de 0,01, o înclinație de 27,14962 ° în raport cu ecliptica.